# Georg Helge
Georg Helge (* 15. November 1910 in Hirschberg, Schlesien; † 3. Juni 2001 in Berlin) war ein deutscher Schauspieler.

## Leben
Georg Helge ist in seinem Geburtsort als uneheliches Kind am Hotel Kaiserhof aufgewachsen, wo seine Mutter als Zimmerfrau tätig war. Über eine Zwischenstation im ungarischen Szekszárd wechselte sie ins nordböhmische Reichenberg und ins dortige Deutsche Haus. Sein Besitzer sorgte sich darum, dass Helge, der über keinen Schulabschluss verfügte, als junger Mann in verschiedenen Hotels – so in Budapest, in Piestany oder in Baden-Baden – volontieren konnte. Später arbeitete er als Schlafwagenkellner und wurde Begleiter der ungarischen Gräfin Pallfy, die mit ihren Rennpferden zwischen Budapest, Baden-Baden, Deauville, Maisons-Laffitte oder Pardubice reiste.
Von seiner Mutter nach Reichenberg zurückbeordert, lernte Georg Helge Ende der 1920er Jahre hier das Wiener Revueensemble Tausend schöne Beinchen kennen und wurde von ihm auf ein Gastspiel nach Paris mitgenommen, wo er neben der Soubrette Gitta Alpár den Theaterunternehmern Gebrüder Rotter (Alfred Rotter und Fritz Rotter) begegnete. Sie engagierten ihn als Chor-Eleven und so kam Helge via Leipzig nach Berlin, wo er zusammen mit Fritzi Massary, Mary Losseff und Richard Tauber im Plaza (Berlin), im Admiralspalast und am Theater des Westens als Chorist auf der Bühne stand.
Nach einem Engagement am Theater in Allenstein bekam Helge über einen Maskenbildner Mitte der 1930er Jahre Kontakt zum Berliner Versuchs-Fernsehsender Paul Nipkow und wirkte hier in den ersten Live-Fernsehspielen mit. Er wurde Mitglied der NSDAP und gehörte ab 1938 zusammen mit dem Schauspieler Horst Preusker zu den rund zehn festangestellten Darstellern der Fernsehspielschar beim Reichsdeutschen Fernsehen.
1941 wurde Helge zur Wehrmacht eingezogen. Er kam nach einer Ausbildung in Munster nach Dessau-Roßlau, kurze Zeit an die Ostfront und nach Italien, wo er in britische Gefangenschaft geriet. Während sein ehemaliger Reichsfernsehen-Kollege Preusker nach dem Krieg wieder als Radio-Sprecher beschäftigt wurde, erhielt Helge ob seiner westlichen Gefangenschaft vorerst keinen erneuten Zugang zum unter sowjetischer Kontrolle befindlichen Berliner Rundfunk.
Über den Regisseur Jürgen Fehling bekam er Anschluss an Berliner Bühnen-Produktionen und wirkte als Schauspieler seit Ende der 1940er Jahre in vielen DEFA- und DFF-Filmproduktionen mit. Meist in kleineren Rollen als Kellner, Diener, Matrose, Pförtner o. ä.
Bis ins hohe Alter hinein war er als Sprecher sowie auch als Regieassistent in zahlreichen Hörspielproduktionen beim Rundfunk der DDR tätig. In dem biographischen Originalton-Porträt-Feature In weiteren Rollen: Georg Helge … erzählte er 1991 zum ersten Mal auch von seiner zeitweisen Beschäftigung als Betreuer und Kammerdiener des DDR-Staatspräsidenten Wilhelm Pieck.

## Filmografie (Auswahl)
- 1947: Wozzeck
- 1947: Ehe im Schatten
- 1949: Die Kuckucks
- 1951: Das Beil von Wandsbek
- 1951: Der Untertan
- 1952: Schatten über den Inseln
- 1952: Sein großer Sieg
- 1953: Die Unbesiegbaren
- 1953: Das kleine und das große Glück
- 1954: Kein Hüsung
- 1954: Das geheimnisvolle Wrack
- 1954: Leuchtfeuer
- 1954: Carola Lamberti – Eine vom Zirkus
- 1955: Ein Polterabend
- 1955: Robert Mayer – Der Arzt aus Heilbronn
- 1955: Das Fräulein von Scuderi
- 1955: Sommerliebe
- 1956: Der Hauptmann von Köln
- 1956: Thomas Müntzer
- 1956: Die Millionen der Yvette
- 1956: Das tapfere Schneiderlein
- 1956: Eine Berliner Romanze
- 1956: Genesung
- 1957: Die Hexen von Salem
- 1957: Spielbank-Affäre
- 1957: Wo Du hin gehst...
- 1957: Kameraden
- 1958: Geschwader Fledermaus
- 1958: Das Lied der Matrosen
- 1958: Der Prozess wird vertagt
- 1958: Ein Mädchen von 16 ½
- 1958: Emilia Galotti
- 1958: Sonnensucher
- 1959: Eine alte Liebe
- 1959: Ein ungewöhnlicher Tag
- 1960: Fernsehpitaval: Der Fall Haarmann (Fernsehreihe)
- 1960: Der Henker richtet (Fernsehfilm)
- 1960: Fernsehpitaval: Der Fall Hoefle
- 1961: Die unbekannte Größe (Fernsehfilm)
- 1961: Das Kleid
- 1961: Fernsehpitaval: Der Fall Denke
- 1961: Kuttel
- 1962: Minna von Barnhelm
- 1962: Spuk (Fernsehfilm)
- 1963: Blaulicht: In 24 Stunden (Fernsehserie)
- 1963: Bonner Pitaval: Die Affäre Heyde-Sawade (Fernsehreihe)
- 1963: Sonntagsfahrer
- 1963: Karbid und Sauerampfer
- 1964: Das Lied vom Trompeter
- 1965: Der Nachfolger (Fernsehfilm)
- 1965: Die Mutter und das Schweigen (Fernsehfilm)
- 1966: Pitaval des Kaiserreiches: Die Ermordung des Rittmeisters von Krosigk
- 1968: Der Mord, der nie verjährt
- 1971: Zwischen Freitag und morgen (Fernsehfilm)
- 1972: Polizeiruf 110: Der Tote im Fließ (Fernsehfilm)
- 1974: Hallo Taxi (Fernsehfilm)
- 1975: Polizeiruf 110: Ein Fall ohne Zeugen (Fernsehfilm)
- 1976: Polizeiruf 110: Der Fensterstecher (Fernsehfilm)
- 1977: Tod und Auferstehung des Wilhelm Hausmann (Fernsehfilm)
- 1978: Fleur Lafontaine (Fernsehfilm)
- 1980: Der Staatsanwalt hat das Wort: In Kost und Logis (Fernsehfilm)
- 1981: Polizeiruf 110: Glassplitter (Fernsehfilm)

## Hörspiele (Auswahl)
- 1962: Heinrich von Kleist: Der zerbrochene Krug – Regie: Peter Brang
- 1964: Klaus Schlesinger: Es fing so einfach an – Regie: Fritz Göhler
- 1965: Sigmar Schollak: Untersuchung einer Katastrophe – Regie: Wolfgang Brunecker
- 1966: Hans Bräunlich: Kreuzwege – Regie: Uwe Haacke
- 1972: Gisela Steineckert, Siegfried Pfaff u. a.: Bezeugt und protokolliert: Kreis Weißwasser – Regie: Joachim Staritz
- 1973: Georg Hermann: Kubinke – Regie: Werner Grunow
- 1974: Rudi Strahl: Klärung eines Sachverhaltes – Regie: Wolfgang Brunecker
- 1974: Daniil Granin: Regen in einer fremden Stadt – Regie: Werner Grunow
- 1976: Uwe Saeger: Besuch beim lieben Gott – Regie: Horst Liepach
- 1978: Ernst Barlach: Der blaue Boll – Regie: Peter Groeger
- 1978: Bertolt Brecht: Die Tage der Commune – Regie: Joachim Staritz
- 1980: Mark Twain: Prinz und Bettelknabe – Regie: Rüdiger Zeige
- 1982: David Lytton: Der kleine Mann – Regie: Helmut Hellstorff
- 1985: Kurt Tucholsky: Rheinsberg: Ein Bilderbuch für  Verliebte – Regie: Barbara Plensat
- 1985: Peter Shaffer: Amadeus – Regie: Götz Fritsch
- 1987: Theodor Fontane: Frau Jenny Treibel oder Wo sich Herz zu Herzen find't – Regie: Werner Grunow
- 1987: Georg Hirschfeld: Pauline – Regie: Werner Grunow
- 1987: Sławomir Mrożek: Karol – Regie: Bert Bredemeyer
- 1987: Ray Bradbury: Marsgeschichten: Der grüne Morgen des Mars – Regie: Bert Bredemeyer
- 1987: Michail Bulgakow: Die letzten Tage – Regie: Ingeborg Medschinski
- 1988: Anton Tschechow: Krankensaal Nr. 6 – Regie: Werner Buhss
- 1989: Robert Louis Stevenson: Der Flaschenteufel – Regie: Manfred Täubert
- 1989: Hans Fallada: Blanka, eine geraubte Prinzessin – Regie: Manfred Täubert
- 1989: Gottfried Keller: Kleider machen Leute – Regie: Peter Brasch
- 1991: Günter Wollny: Ein Böhme in Dresden: Hegenbarth – Regie: Horst Liepach
- 1989: Alexander Wolkow: Der Feuergott der Marranen – Regie: Maritta Hübner
- 1991: Wolfgang Beck und Matthias Thalheim: In weiteren Rollen: Georg Helge … - Regie: Matthias Thalheim (Funkhaus Berlin)

## Tonträger
- 1964: Ludwig Renn: Nobi – Regie: Fritz Göhler – Langspielplatte, LITERA 7 60 034
- 1976: Mark Twain: Huckleberry Finn – Regie: Theodor Popp – Langspielplatte, LITERA 8 60 099
- 2001: Kurt Tucholsky: Rheinsberg: Ein Bilderbuch für  Verliebte – Regie: Barbara Plensat – CD, Der Audio Verlag